# لامار كينغ
لامار كينغ (بالإنجليزية: Lamar King)‏ هو لاعب كرة قدم أمريكية أمريكي، ولد في 10 أغسطس 1975 في بالتيمور في الولايات المتحدة.

## روابط خارجية
- لامار كينغ على موقع مرجع كرة القدم المحترفة.كوم (الإنجليزية)